# Collection Jules Verne
Die Collection Jules Verne ist eine deutschsprachige Buchreihe  mit übersetzten Werken von Jules Verne, dem 'Vater der Science Fiction'. Sie erschien 1984 im Pawlak Taschenbuchverlag Berlin, Herrsching. Die Reihe umfasst 100 Bände, worin laut Klappentext alle Romane gesammelt sind. Die Sammlung bildet die derzeit wohl umfangreichste gedruckte Jules-Verne-Sammlung in deutscher Sprache. Die Vorlagen und die Cover-Texte für die Taschenbücher lieferte der Verne-Biograf Thomas Ostwald, dessen Biografie als 101. Band in etwas größerer Ausstattung der Reihe hinzugefügt wurde.
Der französische Schriftsteller Jules Verne (1828–1905) hat in seinen Romanen zahlreiche Erfindungen vorweggenommen, wie z. B. die bemannte Raumfahrt, atomgetriebene U-Boote, Hubschrauber und vieles andere. Er ist der Verfasser zahlreicher spannender und faszinierender Abenteuerromane und auch von Sachbüchern, z. B. über die Geschichte der Entdeckungen (in seinem Découverte de la terre / Die Entdeckung der Erde: I.1/2 - II.1/2 - III.1/2).
Die Reihenfolge der Werke in der Collection Jules Verne ist nicht identisch mit der der französischen Originalausgaben der Voyages extraordinaires (Außergewöhnliche Reisen) mit ihren Reise- und Abenteuerromanen, sie lehnt sich in etwa an die Listungen der Reihe Collection Verne des Hartleben-Verlags (Wien / Leipzig) an.

## Bände
- 1 Von der Erde zum Mond
- 2 Reise um den Mond
- 3 Reise um die Erde in 80 Tagen
- 4 Reise zum Mittelpunkt der Erde
- 5 Fünf Wochen im Ballon
- 6 u. 7 Zwanzigtausend Meilen unter dem Meer
- 8 Abenteuer von drei Russen und drei Engländern in Südafrika
- 9 u. 10 Abenteuer des Kapitän Hatteras
- 11, 12, 13 Die Kinder des Kapitän Grant
- 14, 15, 16 Die geheimnisvolle Insel
- 17 u. 18 Das Land der Pelze
- 19 Die schwimmende Stadt / Die Blockade-Brecher
- 20 Eine Idee des Dr. Ox / Meister Zacharius / Ein Drama in den Lüften / Eine Überwinterung im Eise / Eine Mont-Blanc-Besteigung
- 21 Der Chancellor: Tagebuch des Passagiers I. R. Kazallon
- 22 u. 23 Der Kurier des Zaren (Michael Strogoff)
- 24  Schwarz-Indien
- 25 u. 26 Reise durch die Sonnenwelt
- 27 u. 28 Ein Kapitän von 15 Jahren
- 29, 30, 31 Die Entdeckung der Erde
- 32 Die 500 Millionen der Begum
- 33 Die Leiden eines Chinesen in China
- 34 u. 35 Die großen Seefahrer des 18. Jahrhunderts
- 36 u. 37 Das Dampfhaus
- 38 u. 39 Der Triumph des 19. Jahrhunderts
- 40 u. 41 Die Jangada
- 42 Die Schule der Robinsons
- 43 Der grüne Strahl
- 44 u. 45 Keraban der Starrkopf
- 46 Der Südstern oder das Land der Diamanten
- 47 Der Archipel in Flammen
- 48, 49, 50 Mathias Sandorf
- 51 Robur der Sieger
- 52 Ein Lotterie-Los
- 53 u. 54 Nord gegen Süd
- 55 u. 56 Zwei Jahre Ferien
- 57 Kein Durcheinander
- 58 u. 59 Die Familie ohne Namen
- 60 u. 61 Mistreß Branican
- 62 Das Karpatenschloss
- 63 Claudius Bombarnac - Notizbuch eines Reporters
- 64 u. 65 Der Findling
- 66 u. 67 Meister Antifers wunderbare Abenteuer
- 68 u. 69 Die Propeller-Insel
- 70 Vor der Flagge des Vaterlandes
- 71 Clovis Dardentor
- 72 u. 73 Die Eissphinx
- 74 u. 75 Der stolze Orinoco
- 76 u. 77 Das Testament eines Exzentrischen
- 78 u. 79 Das zweite Vaterland
- 80 Das Dorf in den Lüften
- 81 Die Historien von Jean-Marie Cabidoulin
- 82 u. 83 Die Gebrüder Kip
- 84 u. 85 Reisestipendien
- 86 Ein Drama in Livland
- 87 Herr der Welt
- 88 Der Einbruch des Meeres
- 89 Der Leuchtturm am Ende der Welt
- 90 u. 91 Der Goldvulkan
- 92 u. 93 Das Reisebureau Thompson und Comp.
- 94 Die Jagd nach dem Meteor
- 95 Der Pilot von der Donau
- 96 u. 97 Die Schiffbrüchigen der „Jonathan“
- 98 Wilhelm Storitz’ Geheimnis
- 99 u. 100 Cäsar Cascabel